# Vossebanen
Vossebanen er den oprindelige jernbane mellem Bergen og Voss i Norge. Den 106,7 km lange strækning åbnede i 1909 med 52 tunneler og 15 stationer og holdepladser. Strækningen mellem Tunestveit og Voss indgår i dag i Bergensbanen, mens en delstrækning der blev til overs efter en omlægning af banen i 1964 er bevaret som veteranbanen Gamle Vossebanen.

## Anlægsarbejdet
Forstmester Hans A.T. Gløersen, bosat på Voss, lancerede tanken om en jernbanelinje mellem Bergen og Østlandet i en avisartikel i Bergensposten 24. august 1871. Året efter blev der i Bergen udnævnt et jernbaneudvalg; og sommeren 1873 studerede kaptajn Lars Hille  linjealternativerne i terrænet. Efter stærkt pres fra Bergen vedtog Stortinget i 1874 at bygge Vossebanen. Det udløste lokalt stor begejstring med optog og salut fra Bergenhus fæstning. 
Sprængning af de mange tunneler blev påbegyndt i 1875, men først to år senere begyndte det egentlige anlægsarbejde. Bygningen var omdiskuteret både politisk, teknisk og økonomisk. Ingeniør Fredrik Størmer (1839-1900)  mente, at hele planen måtte omvurderes. "Vossebanen er som en grøft i fjeldsiden," mente han. Hans bekymring gjaldt nok mere jernbanedriften end arbejdernes sikkerhed, men han indså risikoen ved at bygge langs med bratte fjorde. I hvert fald måtte man sikre sig ved at bygge bredsporet; men det fik Størmer ikke gennemført i sin levetid. Vossebanen forblev smalsporet frem til 1904. Arbejdsulykker var dagligdags, og menneskeliv gik tabt. Der var oprettet en kasse for erstatninger ved ulykker på jernbaneanlæg, hvoraf de fleste var engangsudbetalinger. 
Arbejdsforholdene var yderst krævende. De bratte skråninger langs med Sørfjorden, Daleelven, Bolstadfjorden og Vosso går mange steder lodret til vejrs i flere hundrede meters højde. Veje fandtes kun på korte strækninger. Langs med fjordene var robåd den eneste mulighed for at komme til de vanskeligste steder. Når tunnelindslagene skulle foretages, hang arbejderne i tove fra bjergsiden eller stod på stilladser fæstet med bolte i bjerget. Når der skulle sprænges, antændte man lunten og roede væk for sit bare liv. Det må regnes som en præstation, at banen stod driftsklar i løbet af otte år.  Vossebanen havde et stort mandskab: for det meste 1.800 mand, i snit 1.250. Arbejdsdagen var på tolv timer, medregnet en spisepause på to timer. Gennemsnitlig dagløn var kr 2,55, noget højere end på andre jernbaneanlæg. Blandt rallarne (som man kaldte jernbanearbejderne) befandt sig Carl Anders Olsson Bernstrøm (født 1849 i Halland - død 1924 i Bergen), som skrev en Jernbane-Vise i 37 vers om Vossebanen. Den udkom som skillingsvise i 1881 med genoptryk i 1892, pris ti øre. Her skriver Bernstrøm:
Ak hør, I Selskabsbrødre, vi stemmer op en Sang
om Banen her fra Bergen herop til Vossevang.
Der trællet har så mangen Slav’
og mangen der har fåt sin Grav’
i Fjordens kolde Bølger, før nogen vidst’ deraf.

## Åbningen i 1883
Vossebanen begyndte at trafikere dele af strækningen mellem Bergen og Voss i foråret 1883. Den officielle åbning i Bergen fandt sted 11. juli. Hverken konge eller regeringsmedlemmer var mødt frem; men medlemmer af Bergens kommunalbestyrelse (dog ikke borgmesteren) tog det første ordinære tog til Voss, men fik en ubehagelig overraskelse undervejs, da togføreren gjorde opmærksom på, at de ikke var inviterede gæster, men måtte betale både den almindelige billetpris og dertil straffegebyr for manglende billetter. I Voss var der arrangeret en åbningsfest i spisesalen på Fleischers hotel; men lokalet var ikke reserveret, da de ti fremmødte dukkede op, og hotellets middagsgæster forstod først ikke, hvad der foregik. 
I 1904 blev Vossebanen ombygget til normalspor, og i årene frem til 1909 blev den forlænget over fjeldene til Oslo som Bergensbanen.

## Som en del af Bergensbanen
I 1964 gennemgik banen en omfattende omlægning efter åbningen af Ulrikentunnelen og Arnanipatunnelen, der medførte en stor afkortning af strækningen mellem Tunestveit og Bergen, idet man undgik den store omvej over Garnes og Nesttun. Den gamle strækning blev bevaret men mistede hurtigt persontrafikken, og kun mellem Bergen og Nesttun vedblev den en kort tid frem til 31. januar 1965. Efterfølgende blev strækningerne Bergen-Midttun og Tunestveit-Garnes-Seimsmark benyttet til godstrafik. Strækningen fra Minde til Midttun blev helt nedlagt 1. marts 1980, men samtidig genåbnedes strækningen mellem Seimsmark og Midttun for godstrafik. Godstrafikken mellem Tunestveit og Seimsmark blev indstillet i marts 2001.
Strækningen mellem Garnes og Midttun drives siden 1994 som veteranbanen Gamle Vossebanen af Norsk Jernbaneklubb. Denne bane er fredet af Riksantikvaren.